# عفيف الهنداوي
عفيف الهنداوي هو سياسي تونسي.

## السيرة الذاتية
يشتغل عفيف الهنداوي كأستاذ للتعليم العالي.

تولى عفيف شلبي منصب وزير معتمد لدى الوزير الأول مكلف بحقوق الإنسان والاتصال والعلاقة مع مجلس النواب في حكومة محمد الغنوشي الأولى بين 5 أبريل 2000 و19 فبراير 2001.

عمل كذلك سفيرا لبلاده في سويسرا.

عين في 2006 مديرا للمدرسة الوطنية للإدارة ومكلفا بمأمورية لدى الوزير الأول محمد الغنوشي.

إنتهت مهمته على رأس المدرسة في مارس 2013. لتسوية وضعيته الإدارية، عين في 20 يونيو 2013 مع تأثير رجعي ل1 مارس كمكلف بمأمورية لدى ديوان رئيس الحكومة، ولكنه يتمتع بإجازة قانونية حتى آخر يوليو من نفس السنة تاريخ إحالته للتقاعد.